# Anatoli Andrianov
Anatoli (ou Anatoly) Nikolaievich Andrianov (em russo:  Анатолий Николаевич Андрианов; 21 de julho de 1936) foi um matemático russo.
Andrianov obteve um doutorado em 1962 na Universidade Estatal de São Petersburgo, orientado por Yuri Linnik, com a tese Investigation of quadratic forms by methods of the theory of correspondences obtendo em 1969 seu doutorado russo em ciências (Doktor nauk). Foi professor do Instituto de Matemática Steklov em São Petersburgo.
Andrianov foi palestrante convidado do Congresso Internacional de Matemáticos em Nice (1970: On the zeta function of the general linear group) e em Varsóvia (1983: Integral representation of quadratic forms by quadratic forms: multiplicative properties).

## Publicações selecionadas
- Quadratic forms and Hecke operators. Col: Grundlehren der mathematischen Wissenschaften. vol. 286. [S.l.]: Springer Verlag. 1987. ISBN 0-387-15294-6; xii+374 pages[4]
- com V. G. Zhuravlev: Modular forms and Hecke Operators. Col: Translations of Mathematical Monographs. vol. 145. [S.l.]: American Mathematical Society. 1995 (translated by Neal Koblitz from Russian original, published Nauka, Moscow 1990)
- Introduction to Siegel modular forms and Dirichlet series. New York: Springer. 2009. ISBN 978-038-778752-7[5]